# Col de Miage
Il Col de Miage (pron. fr. AFI: [kɔl də mjaʒ] - 3.367 m s.l.m.) è un valico alpino tra Italia e Francia situato nelle Alpi del Monte Bianco.

## Caratteristiche
Il colle si trova tra i Dômes de Miage (a sud-ovest) e l'Aiguille de Bionnassay.
Dal versante italiano sovrasta il Ghiacciaio del Miage.
Nei pressi del colle, dal versante francese, è costruito il rifugio Durier.
Dal punto di vista orografico separa nelle Alpi del Monte Bianco il Massiccio del Monte Bianco dal Massiccio di Trélatête.

## Galleria d'immagini

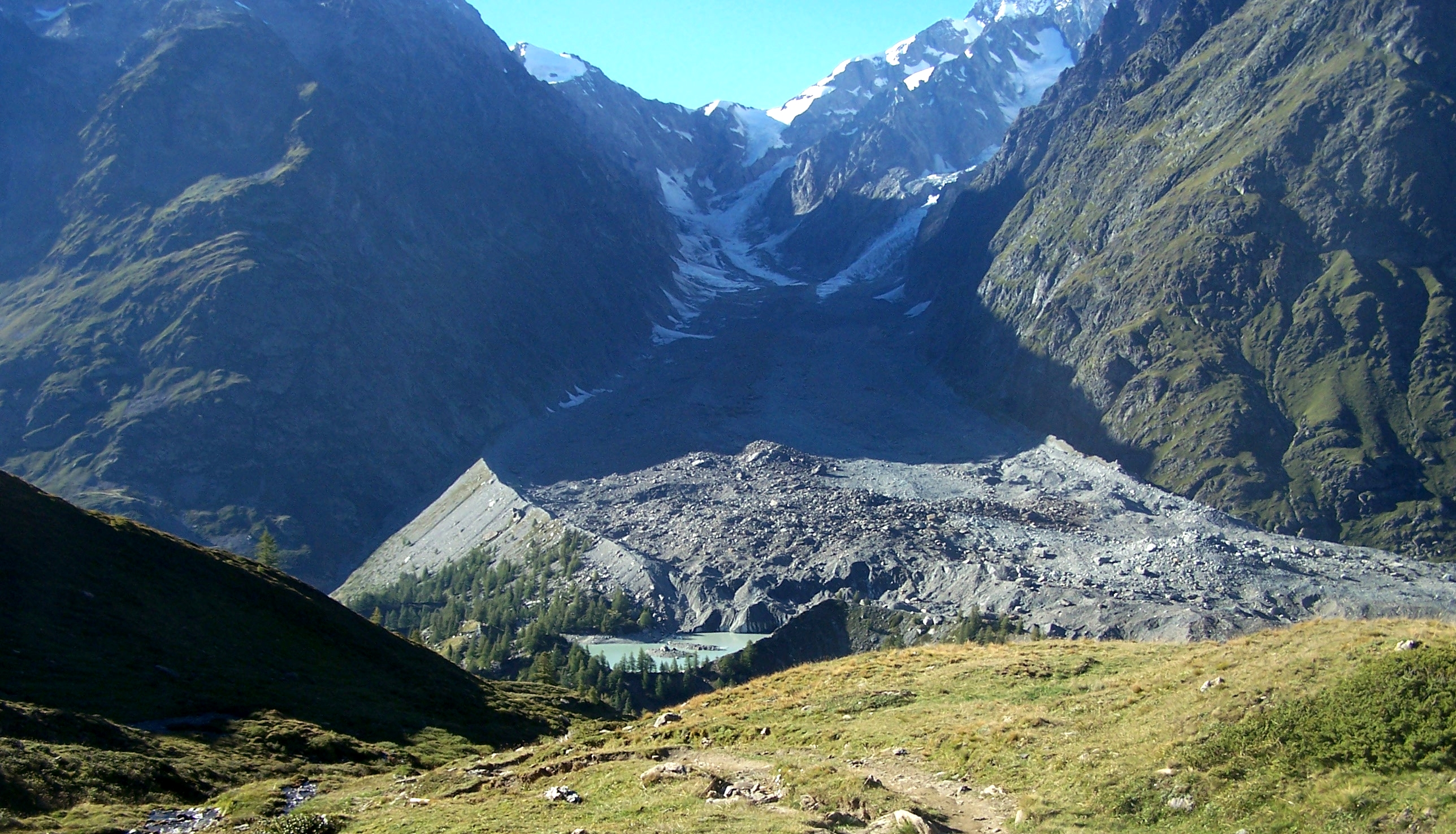
Il col de Miage dal versante italiano, al fondo del ghiacciaio del Miage
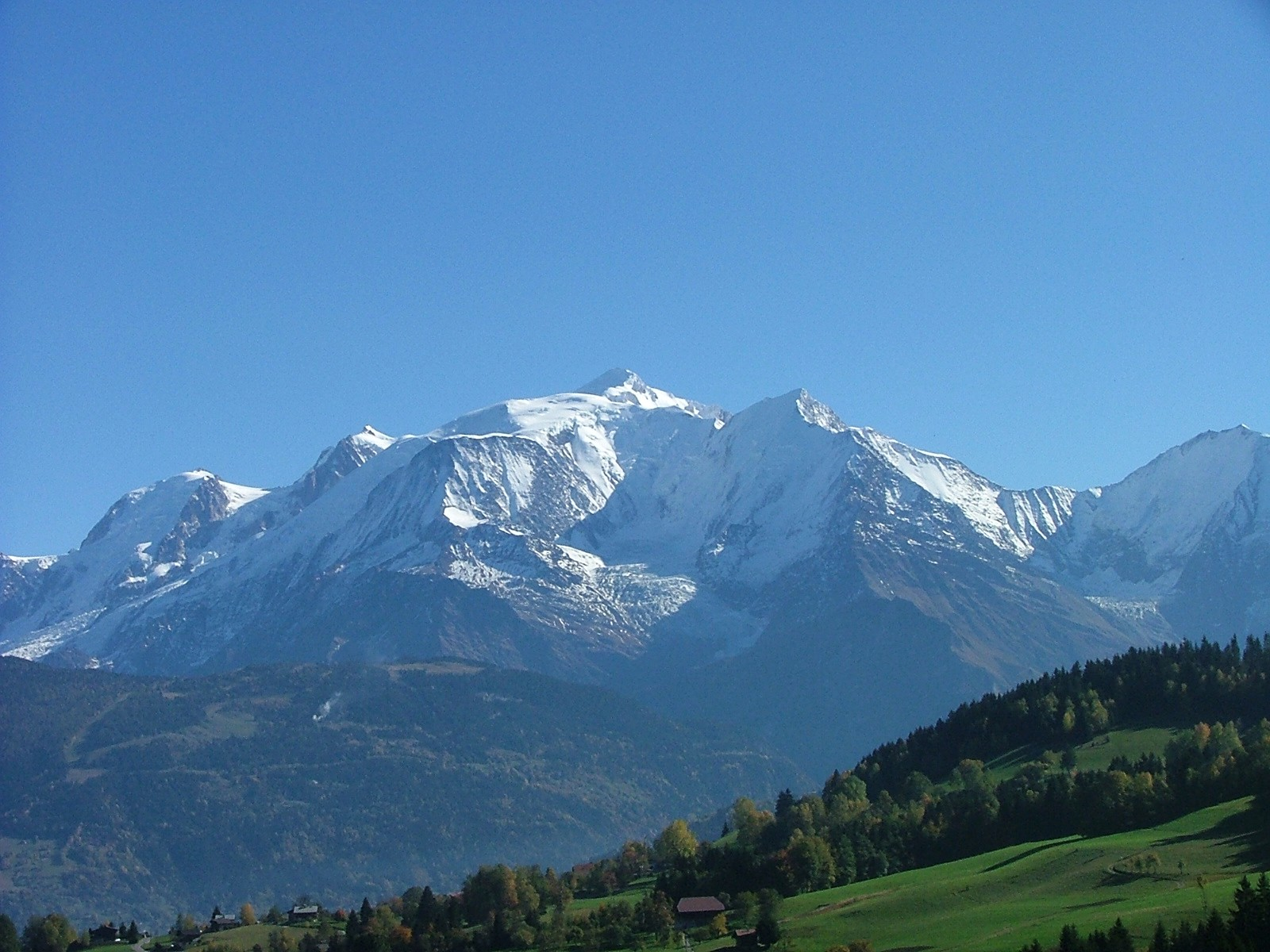
Il col de Miage, dal versante francese, è l'ultimo colle a destra, tra l'Aiguille de Bionnassay e i Dômes de Miage